# 43 Wojskowy Oddział Gospodarczy
43 Wojskowy Oddział Gospodarczy (43 WOG) – jednostka logistyczna Sił Zbrojnych Rzeczypospolitej Polskiej. Realizuje zadania zabezpieczenia finansowego i logistycznego jednostek i instytucji wojskowych na swoim terenie odpowiedzialności.

## Formowanie i zmiany organizacyjne
Na podstawie decyzji Ministra Obrony Narodowej nr Z-105/Org./P1 z 9 grudnia 2010 oraz rozkazu wykonawczego szefa Inspektoratu Wsparcia SZ nr PF-19/Org. z 9 marca 2011 rozpoczęto formowanie Oddziału. Z dniem 1 stycznia 2012 jednostka rozpoczęła statutową działalność .

21 czerwca 2011 jednostka budżetowa „43 WOG w Świętoszowie” połączona została z jednostkami budżetowymi : 
- 10 Brygadą Kawalerii Pancernej w Świętoszowie,
- 34 Brygadą Kawalerii Pancernej w Żaganiu,
- 11 batalionem remontowym w Żaganiu,
- 11 batalionem dowodzenia w Żaganiu,
- Ośrodkiem Szkolenia Poligonowego Wojsk Lądowych Żagań w Dobrem nad Kwisą.

## Symbole oddziału
Odznaka pamiątkowa
Odznakę pamiątkową stanowi stylizowany granatowy krzyż Ruperta obrysowany posrebrzanym paskiem. Pomiędzy ramionami krzyża umieszczony jest skrzyżowany szary miecz oraz żółty kłos - barwy żółtej. Pośrodku krzyża umieszczony jest srebrny fragment koła zębatego oraz dwie złociste gałązki wawrzynu. Pośrodku tak sformowanego wieńca znajduje się złocista liczba „43”. Na dolnym ramieniu krzyża widnieje liczba „2011”, a na pozostałych odpowiednio litery „W”, „O” i „G” 
Oznaki rozpoznawcze

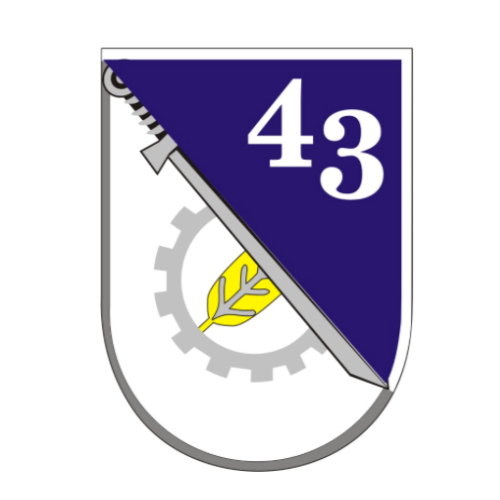
Oznaka rozpoznawcza na mundur wyjściowy (wzór 2014[4] )
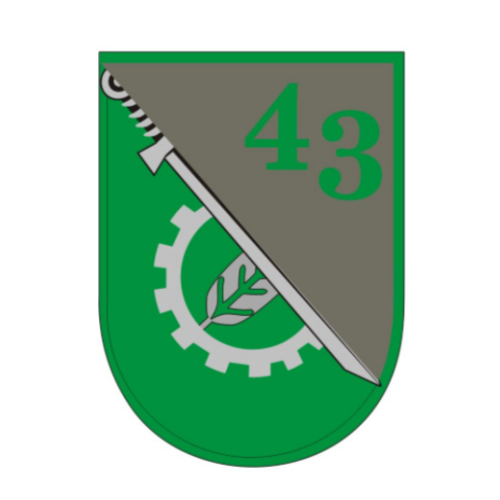
Oznaka rozpoznawcza na mundur polowy (wzór 2014[4] )
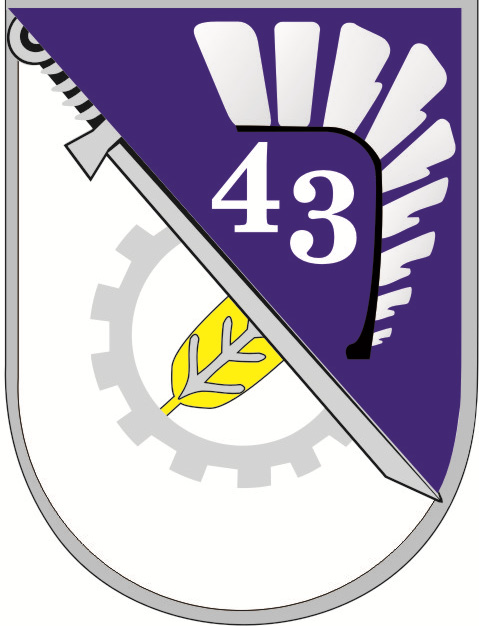
Oznaka rozpoznawcza na mundur wyjściowy (wzór 2015[5] )
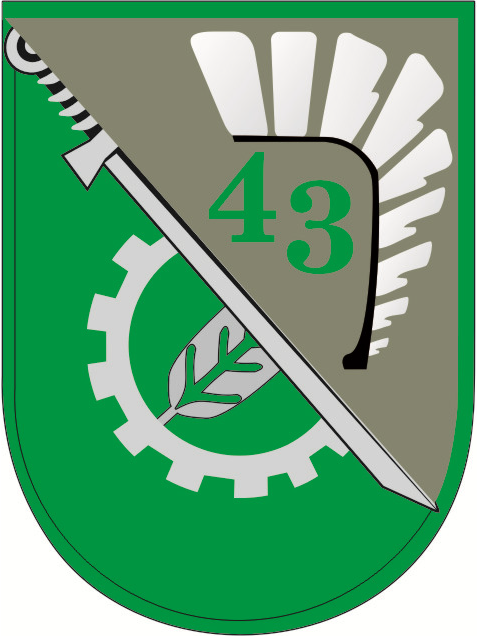
Oznaka rozpoznawcza na mundur polowy (wzór 2015[5] )

## Komendanci WOG
| Komendanci WOG           | Komendanci WOG                 |
| Stopień, imię i nazwisko | Okres pełnienia służby         |
| ------------------------ | ------------------------------ |
| płk Krzysztof Bień       | 14 III 2011 – 1 IX 2014        |
| płk Tomasz Hoffmann      | 1 IX 2014 – 30 VI 2017         |
| płk Adam Jangrot         | 29 XII 2017 – 26 IX 2019       |
| płk Marek Błachowiak     | 1 VI 2020 – 26 I 2023          |
| płk Edward Kosałka       | 5 VI 2023 – 09 V 2025          |
| płk Zbigniew Łukasiewicz | cz.p.o 10 V 2025 – 31 VII 2025 |
| płk Mariusz Biłec        | 1 VIII 2025 – obecnie          |